# جايانس
بلدية جايانس (بالإسبانية: Gaianes)‏, هي بلدية تقع في مقاطعة اليكانتي. جنوب شرق إسبانيا. يبلغ عدد سكانها 347 نسمة.